# Lepanthopsis densiflora
Lepanthopsis densiflora là một loài thực vật có hoa trong họ Lan. Loài này được (Barb.Rodr.) Ames mô tả khoa học đầu tiên năm 1933.